# 23. august
23. august er dag 235 i året i den gregorianske kalender (dag 236 i skudår). Der er 130 dage tilbage af året.
- Dagens navn er Zakæus
- FN's Internationale dag til minde om slavehandel og dens afskaffelse
- Europæisk mindedag for ofrene for stalinismen og nazismen
- Officiel navnedag for Signe/Sine i Sverige, Norge og Finland.

### Begivenheder
Født - Dødsfald
- 1679 - Ved freden i Fontainebleau accepterer Danmark-Norge at rømme de erobrede områder af Sverige, og hermed er den Skånske Krig i realiteten forbi.
- 1866 - Den preussisk-østrigske krig afsluttes med undertegnelsen af Pragfreden.
- 1908 - Stiftes fodboldklubben Taarbæk Idrætsforening.
- 1913 - Skulpturen Den lille Havfrue af billedhuggeren Edvard Eriksen,   opstilles ved Langelinie i København.
- 1914 - Japan erklærer krig mod Tyskland og bomber Quingdao i Kina, der er en tysk koloni.
- 1939 - Sovjetunionen underskriver en ikke-angrebspagt med Nazi-Tyskland, Molotov-Ribbentrop-pagten.
- 1940 - Tyskland starter bombningerne af London.
- 1987 - Ved et folkemøde i Hirvepark (Hjorteparken) i Tallinn, Estland kræves den hemmelige tillægsaftale til Molotov-Ribbentrop-pagten offentliggjort.
- 1989 arrangeres Den baltiske kæde gennem Estland, Letland og Litauen i protest mod den sovjetiske besættelse
- 1990 - Armenien erklærer sin selvstændighed fra Sovjetunionen.
- 1992 - JuniBevægelsen stiftes som en tværpolitisk bevægelse med det formål at fastholde modstanden mod EU-unionen.
- 1994 - På Sicilien vinder Alex Pedersen VM i landevejscykling for amatører.
- 2006 - Den 18-årige østrigske kvinde Natascha Kampusch slipper fri efter 8 års fangenskab. Samme dag begår hendes kidnapper selvmord inden en pågribelse.

### Født
- 1740 - Ivan 6., russisk zar (død 1764).
- 1754 - Ludvig 16., fransk konge (død 1793).
- 1852 - Arnold Toynbee, engelsk økonomom og samfundsdebattør (død 1883).
- 1900 - Malvina Reynolds, amerikansk folkesanger, blues-sanger og sangskriver (død 1978).
- 1912 - Gene Kelly,  amerikansk skuespiller (død 1996).
- 1930 - Michel Rocard, fransk politiker og tidligere premierminister (død 2016).
- 1943 - Kirsten Peüliche, dansk skuespillerinde.
- 1946 - Keith Moon, engelsk trommeslager i The Who (død 1978).
- 1949 - Shelley Long, amerikansk skuespiller.
- 1954 - Hans Otto Jørgensen, dansk forfatter.
- 1963 - Alberte, dansk sangerinde.
- 1964 - Johan Bruyneel, belgisk cykelrytter og sportsdirektør.
- 1970 - River Phoenix, amerikansk skuespiller (død 1993).
- 1978 - Kobe Bryant, amerikansk basketballspiller (død 2020).
- 1978 - Julian Casablancas , amerikansk musiker.
- 1992 - Lennard Sowah, tysk fodboldspiller.

### Dødsfald
- 1305 - William Wallace, skotsk frihedshelt (født ca. 1272).
- 1387 - Oluf 2., dansk-norsk konge (født 1370).
- 1806 - Charles-Augustin de Coulomb, fransk fysiker (født 1736).
- 1926 - Rudolph Valentino, italiensk skuespiller (født 1895).
- 1926   - Carl Aller, dansk bladudgiver og litograf (født 1845).
- 1960 - Oscar Hammerstein II, amerikansk tekstforfatter (født 1895).
- 1993 - Charles Scorsese, amerikansk skuespiller (født 1913).
- 1995 - Lene Bro, dansk skuespiller og politiker (født 1936).
- 1995 - Alfred Eisenstaedt, tysk-amerikansk fotograf og fotojournalist (født 1898).
- 2003 - Charlotte Ammundsen, dansk politiker og borgmester (født 1947).
- 2009 - Alexander Bozhkov, bulgarsk minister (født 1951).

|  | Denne datoartikel kan blive bedre, hvis der indsættes et (bedre) billede Du kan hjælpe ved at afsøge Wikimedia Commons for et passende billede eller uploade et godt billede til Wikimedia Commons iht. de tilladte licenser og indsætte det i artiklen. |